# توماس براغ
توماس براغ هو محامي وسياسي أمريكي، ولد في 9 نوفمبر 1810 في وارينتون في الولايات المتحدة، وتوفي في 21 يناير 1872 في رالي في الولايات المتحدة. نشط حزبياً في الحزب الديمقراطي.

## مناصب
- انتخب عضو مجلس الشيوخ الأمريكي [الإنجليزية]‏ عن دائرة North Carolina Class 2 senate seat ‏ وقد انضم خلال فترته النيابية [الإنجليزية]‏ (4 مارس 1861 – 8 مارس 1861) للكتلة البرلمانية الحزب الديمقراطي.
- انتخب عضو مجلس الشيوخ الأمريكي [الإنجليزية]‏ عن دائرة North Carolina Class 2 senate seat ‏ وقد انضم خلال فترته النيابية [الإنجليزية]‏ (4 مارس 1859 – 4 مارس 1861) للكتلة البرلمانية الحزب الديمقراطي.
- انتخب Confederate States Attorney General [الإنجليزية]‏.
- انتخب عضو مجلس نواب كارولينا الشمالية ‏ (1842 – 1843).
- انتخب حاكم كارولينا الشمالية [الإنجليزية]‏ (1855 – 1859).
- انتخب عضو مجلس الشيوخ الأمريكي [الإنجليزية]‏ عن دائرة كارولاينا الشمالية (4 مارس 1859 – 8 مارس 1861).